# Faouzia
Faouzia   (Casablanca, 5 de juliol de 2000) nom artistic de Faouzia Ouihya, és una cantant i compositora marroquí-canadenca.
Nascuda al Marroc, es va traslladar amb la seva família al Canadà de ben jove. Durant aquest temps va aprendre a tocar diversos instruments i va començar a compondre les seves primeres cançons. El 2017 va ser guanyar el Gran Premi al concurs de música “Unsigned Only” de Nashville. El mateix any, va col·laborar amb l'artista Matt Epp en el seu senzill "The Sound", i va guanyar el Concurs Internacional de Composició (International Songwriting Competition), el concurs de composició més gran del món. Va llançar diversos senzills i va col·laborar amb molts músics a la veu i a la composició de cançons abans de llançar el seu primer EP, Stripped, l'agost del 2020. El 2023, va ser nominada i va ser una de les guanyadores dels 25 premis per a immigrants canadencs.